# Самыловский, Александр Иванович
Самыловский, Александр Иванович (р. 1950) — советский и российский учёный в области прикладной математики, доктор физико-математических наук (1989), профессор МГУ им. М. В. Ломоносова, заместитель главного редактора журнала «Вопросы тестирования в образовании», автор ряда учебников и учебных пособий по математике. До этого преподавал математику на ФУПМ МФТИ, в НИУ ВШЭ, а также в ряде других вузов. Член Президиума Научно-методического совета по математике (руководитель секции экономических ВУЗов) Минобрнауки РФ в 2000—2015 годах.

## Биография
Родился 2 апреля 1950 года.
Окончил экономический факультет МГУ (1972), факультет управления и прикладной математики МФТИ (1973).
В 1977 году защитил диссертацию на соискание учёной степени кандидата физико-математических наук по теме «Некоторые задачи оптимизации в исследовании приближённой декомпозиции динамических систем» (спец. 01.01.09).
В 1989 — докторскую по теме «Исследование многомерных моделей пороговых решающих правил в задачах распознавания и их аппроксимация и оптимизация на основе локального анализа» (спец. 05.13.16).
Его преподавательская деятельность первоначально была связана с кафедрой математических основ управления ФУПМ МФТИ, где написаны и изданы первые его учебные пособия. Позже он преподавал ряд математических курсов в НИУ ВШЭ, а по 2012 г. являлся профессором социологического факультета МГУ им. М. В. Ломоносова, где он подготовил и издал учебники для студентов ВУЗов … по спец. 040200 — «Социология» по теме «Теория вероятностей» и «Математическая статистика», читал соответствующие курсы, а также курсы «теория измерений» и «анализ данных». С 2012 по 2015 годы преподавал в Финансовом университете при Правительстве РФ. С 2015 г. — на пенсии.

## Из библиографии

### Книги
- Анализ вероятностных зависимостей : [учеб. пос.] / А. И. Самыловский. — М. : МФТИ, 1983. — 87 с.
- Многомерные модели прикладного статистического анализа : учеб. пособие / А. И. Самыловский; — М. : МФТИ, 1988. — 104 с.
- Математические модели и методы для социологов : учебник для студ. ВУЗов … по спец. 040200 — «Социология» / А. И. Самыловский; Московский гос. ун-т им. М. В. Ломоносова, Социологический фак. — Москва : Кн. Дом Ун-т, 2009. — Кн. 1: Теория вероятностей. — 215 с.; ISBN 978-5-98227-652-0
- Математические модели и методы для социологов : учебник для студ. ВУЗов … по спец. 040200 — «Социология» / А. И. Самыловский; МГУ им. М. В. Ломоносова, Социологич. фак. — Москва : Кн. Дом Ун-т, 2009. — Кн. 2: Математическая статистика. — 153 с.; ISBN 978-5-98227-653-7
- Математические модели и методы для социологов : учебник для студ. вузов ... по спец. 040200 — «Социология» / А. И. Самыловский; МГУ им. М. В. Ломоносова, Социологический фак. — Москва : Кн. Дом Ун-т, 2009; ISBN 978-5-98227-651-3
- Математическая компонента профессионального образования политолога в бакалавриате: сборник программ матем. дисциплин для направления 520900 — «Политология» / Ю. Н. Павловский, В. С. Самовол, А. И. Самыловский, Д. С. Шмерлинг; М-во экономич. развития и торговли РФ, Минобраз. РФ, ГУ ВШЭ. — Москва : ГУ ВШЭ, 2002. — 45 с.

### Диссертации
- Самыловский, Александр Иванович. Некоторые задачи оптимизации в исследовании приближённой декомпозиции динамических систем : дис. … канд. физ.-мат. наук : 01.01.09. — Москва, 1977. — 207 с.
- Самыловский, Александр Иванович. Исследование многомерных моделей пороговых решающих правил в задачах распознавания и их аппроксимация и оптимизация на основе локального анализа : дис. … докт. физ.-мат. наук: 05.13.16 / АН СССР. ВЦ. — Москва, 1989. — 376 с.

### Избранные статьи
- Самыловский А. И., Сушков Б. Г. Кусочно-линейная аппроксимация невыпуклого множества полиэдром // ЖВМиМФ, 19:4 (1979), 878—888.